# Arquidiócesis de Moncton
La arquidiócesis de Moncton (en latín: Archidioecesis Monctonen(sis), en inglés: Roman Catholic Archdiocese of Moncton y en francés: Archidiocèse de Moncton) es una circunscripción eclesiástica latina de la Iglesia católica en Canadá, sede metropolitana de la provincia eclesiástica de Moncton. La arquidiócesis tiene al arzobispo Valéry Vienneau como su ordinario desde el 15 de junio de 2012. 

## Territorio y organización
La arquidiócesis tiene 12 000 km² y extiende su jurisdicción sobre los fieles católicos de rito latino residentes en los condados de Albert, Kent y Westmorland en la parte sudoriental de la provincia de Nuevo Brunswick.
La sede de la arquidiócesis se encuentra en la ciudad de Moncton, en donde se halla la Catedral de Nuestra Señora de la Asunción.
En 2019 en la arquidiócesis existían 46 parroquias.
La arquidiócesis tiene como sufragáneas a las diócesis de Bathurst, Edmundston y Saint John.

## Historia
La arquidiócesis fue erigida el 22 de febrero de 1936 con la bula Ad animarum salutem del papa Pío XI, obteniendo el territorio de la diócesis de Chatham (hoy diócesis de Bathurst) y la diócesis de Saint John. El mismo día, con la bula Si qua sit, se estableció la provincia eclesiástica de Moncton.
La arquidiócesis recibió la visita pastoral del papa Juan Pablo II en septiembre de 1984.

## Estadísticas
De acuerdo al Anuario Pontificio 2020 la arquidiócesis tenía a fines de 2019 un total de 108 000 fieles bautizados.
| Año                                                                             | Población            | Población | Población      | Sacerdotes | Sacerdotes    | Sacerdotes    | Bautizados por sacerdote | Diáconos permanentes | Religiosos | Religiosos | Parroquias |
| Año                                                                             | Bautizados católicos | Total     | % de católicos | Total      | Clero secular | Clero regular | Bautizados por sacerdote | Diáconos permanentes | Varones    | Mujeres    | Parroquias |
| ------------------------------------------------------------------------------- | -------------------- | --------- | -------------- | ---------- | ------------- | ------------- | ------------------------ | -------------------- | ---------- | ---------- | ---------- |
| 1950                                                                            | 62 132               | 115 000   | 54.0           | 105        | 57            | 48            | 591                      |                      | 66         | 375        | 41         |
| 1964                                                                            | 71 654               | 130 120   | 55.1           | 166        | 86            | 80            | 431                      |                      | 59         | 336        | 46         |
| 1970                                                                            | 70 617               | 137 648   | 51.3           | 169        | 77            | 92            | 417                      |                      | 138        | 336        | 66         |
| 1976                                                                            | 75 087               | 144 328   | 52.0           | 145        | 80            | 65            | 517                      | 1                    | 88         | 435        | 49         |
| 1980                                                                            | 84 881               | 174 662   | 48.6           | 142        | 82            | 60            | 597                      |                      | 85         | 400        | 49         |
| 1990                                                                            | 89 316               | 168 230   | 53.1           | 106        | 68            | 38            | 842                      | 1                    | 65         | 364        | 52         |
| 1999                                                                            | 105 623              | 180 000   | 58.7           | 85         | 55            | 30            | 1242                     | 1                    | 54         | 298        | 49         |
| 2000                                                                            | 105 623              | 180 000   | 58.7           | 83         | 54            | 29            | 1272                     |                      | 51         | 296        | 48         |
| 2001                                                                            | 105 305              | 185 000   | 56.9           | 80         | 49            | 31            | 1316                     |                      | 56         | 300        | 48         |
| 2002                                                                            | 105 000              | 200 000   | 52.5           | 77         | 49            | 28            | 1363                     |                      | 50         | 298        | 48         |
| 2003                                                                            | 107 500              | 207 000   | 51.9           | 73         | 46            | 27            | 1472                     | 1                    | 48         | 295        | 48         |
| 2004                                                                            | 108 000              | 208 500   | 51.8           | 70         | 44            | 26            | 1542                     | 1                    | 47         | 291        | 48         |
| 2013                                                                            | 118 900              | 227 900   | 52.2           | 57         | 37            | 20            | 2085                     | 1                    | 31         | 217        | 50         |
| 2016                                                                            | 110 000              | 210 000   | 52.4           | 56         | 33            | 23            | 1964                     |                      | 35         | 149        | 49         |
| 2019                                                                            | 108 000              | 215 000   | 50.2           | 51         | 33            | 18            | 2117                     | 1                    | 29         | 191        | 46         |
| Fuente: Catholic-Hierarchy, que a su vez toma los datos del Anuario Pontificio. |                      |           |                |            |               |               |                          |                      |            |            |            |

## Episcopologio
- Louis-Joseph-Arthur Melanson † (16 de diciembre de 1936-23 de octubre de 1941 falleció)
- Norbert Robichaud † (25 de julio de 1942-23 de marzo de 1972 renunció)
- Donat Chiasson † (23 de marzo de 1972-21 de septiembre de 1995 renunció)
- Ernest Léger (27 de noviembre de 1996-16 de marzo de 2002 renunció)
- André Richard, C.S.C. (16 de marzo de 2002-15 de junio de 2012 retirado)
- Valéry Vienneau, desde el 15 de junio de 2012